# 리오클라로마야로 지역

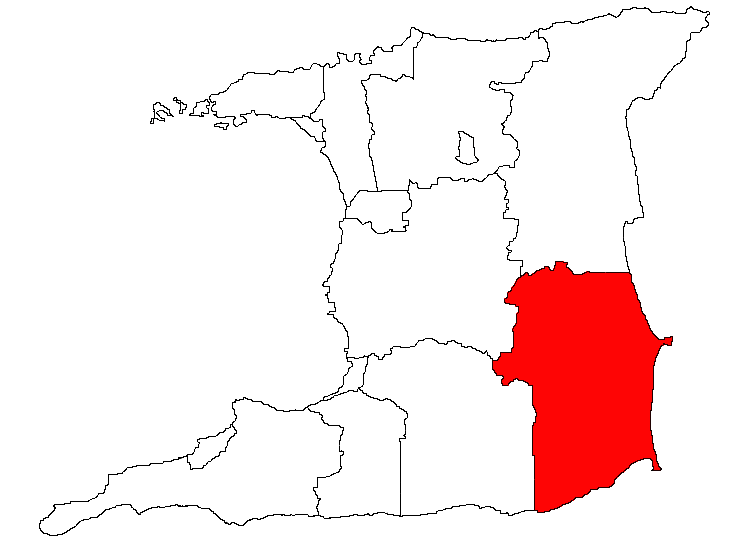
리오클라로마야로 지역의 위치

리오클라로마야로 지역(영어: Rio Claro-Mayaro)은 트리니다드 토바고의 지역으로 중심 도시는 리오클라로(Rio Claro)이며 면적은 852.81km2, 인구는 33,480명(2000년 기준), 인구 밀도는 39명/km2이다.